# Пацаны (1-й сезон)
Первый сезон американского супергеройского телесериала «Пацаны», который является первым сериалом франшизы, основанной на одноимённой серии комиксов, написанных Гартом Эннисом и Дариком Робертсоном. Сериал был разработан для телевидения американским сценаристом и телепродюсером Эриком Крипке и спродюсирован Sony Pictures Television совместно с Point Grey Pictures, Original Film, Kripke Enterprises, Kickstart Entertainment и KFL Nightsky Productions.
В первом сезоне сериала снимались Карл Урбан, Джек Куэйд, Энтони Старр, Эрин Мориарти, Доминик Макэллиготт, Джесси Т. Ашер, Лаз Алонсо, Чейс Кроуфорд, Томер Капон, Карен Фукухара, Натан Митчелл и Элизабет Шу. История разворачивается во вселенной, где большинство наделённых сверхспособностями людей признаны супергероями, но на самом деле злоупотребляют своими способностями в личных целях, информация, о которой общественность не знает. Сериал рассказывает об одноимённых Пацанах (во главе с Билли Бутчером), группе линчевателей, стремящихся свергнуть Vought International и разоблачить её коррумпированных супергероев. Когда девушка Хьюи Кэмпбелла случайно погибает от рук Экспресса, он присоединяется к Пацанам, чтобы отомстить «Семёрке». Тем временем Энни Дженьюари вынуждена посмотреть правде в глаза о тех, кем она восхищается, после того, как она присоединяется к «Семёрке», возглавляемой Хоумлендером. Пацаны пытаются помешать Vought получать государственную поддержку для супергероев, раскрывая секреты компании. Когда Хьюи и Энни начинают романтические отношения, конфликт запутывается, несмотря на то, что они изначально не знали о связях друг с другом.
Все восемь эпизодов сезона были выпущены на стриминговом сервисе Amazon Prime Video 26 июля 2019 года, привлекая большую аудиторию зрителей, что сделало шоу одним из самых успешных оригинальных проектов, когда-либо выпущенных на Prime Video на данный момент. Сезон получил в основном положительные отзывы от критиков и зрителей, высоко оценив его социальные комментарии, сюжет, чёрный юмор, верность комиксам, сценарий и выступления Урбана и Старра. 19 июля 2019 года сериал был продлён на второй сезон.

## Эпизоды
| № общий | № в сезоне | Название                                                  | Режиссёр        | Автор сценария                          | Дата премьеры |
| --- | ---------- | --------------------------------------------------------- | --------------- | --------------------------------------- | ------------- |
| 1 | 1          | «Такая игра» «The Name of the Game»                       | Дэн Трахтенберг | Эрик Крипке                             | 26 июля 2019  |
| Хьюи Кэмпбелл становится свидетелем того, как его подругу Робин убивает знаменитый супергерой Поезд-А, якобы преследовавший грабителей. Юристы Поезда-А предлагают Хьюи 45 000 долларов в качестве компенсации за молчание, однако он не намерен принимать это предложение. Энни Дженьюэри проходит прослушивание на роль Старлайт и занимает место в «Семёрке» супергероев, освободившееся после ухода Фонарщика. Во время посещения штаб-квартиры Vought Энни знакомится со своим любимым персонажем Глубиной, который шантажирует девушку и склоняет к оральному сексу. Билли Бутчер обращается к Хьюи с просьбой раздобыть компромат на супергероев и приводит в тайный клуб «Supes», где показывает Хьюи видеозапись, на которой Поезд-А насмехается над смертью Робин. Бутчер, не обнаруживший никаких доказательств подвигов Поезда-А в тот день, поручает Хьюи разместить жучок в штаб-квартире Vought, но Хьюи отказывается. В парке Энни знакомится с Хьюи, и они мотивируют друг друга стоять за себя и решать проблемы. Хьюи берётся за поручение Бутчера и устанавливает подслушивающее устройство. Один из «Семёрки», Прозрачный, обнаруживает жучок и нападает на Хьюи в магазине, но Бутчер прибывает вовремя, чтобы спасти его, и они вместе вырубают Прозрачного. Тем временем, Патриот сбивает самолёт мэра Балтимора, который пытался шантажировать компанию Vought из-за использования препарата V. |            |                                                           |                 |                                         |               |
| 2 | 2          | «Вишенка» «Cherry»                                        | Мэтт Шекман     | Эрик Крипке                             | 26 июля 2019  |
| Бутчер и Хьюи отвозят Прозрачного к Французику, который изготавливает мета-пулю, чтобы пробить кожу героя, твердую как алмаз, но пуля рикошетит. Бутчер просит директора отдела ЦРУ Сьюзан Рейнор показать ему «файлы Мэллори», но получает отказ. Вице-президент Vought International Мэдлин Стиллвелл рассказывает Хоумлендеру об уликах, найденных Подводным, и обвиняет его в авиакатастрофе, однако обещает защитить его. Хоумлендер разговаривает с Подводным, угрозами заставляя его замолчать. Старлайт отправляется в ночной патруль с Подводным и обещает убить его, если он будет домогаться её. Стиллвелл шантажирует сенатора Оклахомы Калхуна, чтобы тот позволил Vought заключить контракт на использование супергероев в армии. Энни предотвращает изнасилование, не зная, что её действия снимают на видеокамеру. Её агент, Эшли, злится на неё из-за негативного восприятия видеоролика. Пока Хоумлендер разыскивает Прозрачного, Французик решает поместить взрывчатку С-4 в задницу Прозрачного, который после этого рассказывает, что перед убийством Робин Поезд-А был со своей девушкой Хлопкогтем. Пацаны узнают, что Хоумлендер поблизости, и не хотят рисковать, убивая Прозрачного. Французик и Бутчер устраивают взрыв здания в качестве отвлекающего манёвра. Прозрачному удается выбраться из клетки и он просит Хьюи отпустить его, но Хьюи меняет свое мнение и приводит в действие взрывчатку, убивая Прозрачного. |            |                                                           |                 |                                         |               |
| 3 | 3          | «Получи!» «Get Some»                                      | Филип Сгриккиа  | Джордж Мастрас                          | 26 июля 2019  |
| Пока Французик и Бутчер убирают останки Прозрачного, Хьюи возвращается домой и наконец рассказывает отцу, как он на самом деле себя чувствует. Тем временем рейтинг Старлайт, спасшей девушку от изнасилования, взлетает до небес, и Стиллвелл создаёт для неё новый откровенный костюм. Старлайт отказывается носить этот наряд, но Стиллвелл заставляет надеть его под угрозой исключения из Семёрки. Бутчер привлекает своего бывшего друга, Молоко Матери, для наблюдения за Хлопкогтем, подругой Поезда-А. Хьюи устанавливает шпионское ПО на компьютер Хлопкогтя, и они узнают, что Поезд-A принимает допинг — препарат «V», повышающее его скорость и производительность. Бутчер хочет разоблачить супергероев до того, как им позволят служить в армии. Для этого он намерен раздобыть флакон с препаратом перед забегом с участием Поезда-А и Ударной Волны Хьюи вновь встречает Энни (на сей раз — в облике Старлайт) и приглашает её на обед. Они открываются друг перед другом и обмениваются номерами телефонов. Поезд-А принимает препарат и выигрывает гонку; он не сдерживает обещание, которое дал Хлопкогтем, и заявляет, что у него нет девушки. «Пацаны» становятся свидетелями того, как Хлопкоготь принимает препарат и, находясь под кайфом, убивает своего домовладельца. Бутчер пользуется этой возможностью, чтобы шантажировать Хлопкогтя и больше разузнать о препарате. В штаб-квартире Vought Хоумлендер и Подводный демонстрируют Стиллвелл чемодан с останками Прозрачного и сообщением от Бутчера: «Мы до вас доберёмся».                                                                    |            |                                                           |                 |                                         |               |
| 4 | 4          | «Самка человека» «The Female of the Species»              | Фред Туа        | Крэйг Розенберг                         | 26 июля 2019  |
| Благодаря наводке Хлопкогтя «Пацаны» находят убежище Триады, где в клетке содержится японка, Самка, которую освобождает Французик. После того, как она убивает своих охранников и убегает, Молоко Матери находит доказательства того, что Самка была подопытной. Во время встречи в боулинге Хьюи по приказу Бутчера организует прослушку телефона Старлайт. В связи с тем, что поставки препарата «V» разоблачены, Поезд-А заставляет Хлопкогтя прятаться, а сам начинает разыскивать Самку. Стилвелл посылает Хоумлендера и Королеву Мэйв спасти угнанный авиалайнер. Когда план спасения терпит неудачу, Хоумлендер без тени сомнений покидает самолёт и пассажиров, заставляя Мэйв улететь вместе с ним. Французик находит улику, ведущую на станцию Пенсильвания. В метро на секунду он пересекается с Самкой, но теряет её в толпе. «Пацаны» загоняют Самку в угол, однако появляется Поезд-А и пытается её убить. Французик привлекает внимание толпы, чтобы отвлечь Поезд-А и позволяет Самке сбежать. «Пацаны» снова загоняют её в угол, и Французик пытается с ней поговорить. Она нападает на них, поэтому Бутчер распыляет газ. Стилвелл рада видеть, как Хоумлендер в своем выступлении ловко использует авиакатастрофу, чтобы вынудить конгрессменов разрешить суперам служить в армии, в то время как Мэйв скорбит о тех, кому она позволила умереть. |            |                                                           |                 |                                         |               |
| 5 | 5          | «Полезно для души» «Good for the Soul»                    | Стефан Шварц    | Энн Кофель Сондерс                      | 26 июля 2019  |
| На христианской выставке «Уверуй» Старлайт отвечает на вопросы подростков, в то время как Бутчер заставляет Хьюи встретиться с Иезекиилем, ведущим выставки и их следующей зацепкой. Мэйв чувствует себя виноватой за то, что допустила крушение рейса 37 и навещает свою бывшую любовницу Елену, но уходит от неё, так ничего и не объяснив. Бутчер разговаривает с Рейчел, своей свояченицей, которая установила надгробный камень Бекке. Поезд-А убивает Хлопкокогтя за то, что она предала его, и находит записи с камеры наблюдения, установленной Французиком. Хьюи шантажирует Иезекииля, вымогая у него информацию о препарате V. Хоумлендер произносит пламенную импровизированную речь перед толпой. Старлайт игнорирует сценарий, чтобы откровенно рассказать о христианстве, пережитом сексуальном насилии и компромиссах, на которые она пошла ради своего работодателя. Хьюи позже утешает её, рассказывая о смерти Робин. Бутчер и ММ обнаруживают, что Vought вводит препарат V младенцам, чтобы превращать их в суперов. Французик узнаёт, что его выследил Чёрный Нуар. Собираясь сбежать, он из сочувствия освобождает Самку. Самка спасает Французика от Чёрного Нуара, но получает смертельные ранения. Однако затем она приходит в себя, а её раны чудесными образом затягиваются. |            |                                                           |                 |                                         |               |
| 6 | 6          | «Невинные» «The Innocents»                                | Дженнифер Фанг  | Ребекка Сонненшайн                      | 26 июля 2019  |
| «Пацаны» узнают, что компания Vought поставляют больницы препарат V под видом вакцин и производит супер-детей. Энни узнает об увольнении Эшли, а Стилвелл требует, чтобы она соответствовала разработанному для неё образу. Энни отказывается, заявляя, что её увольнение после сообщения о сексуальном насилии причинит вред Vought. Стилвелл заставляет Подводного принести публичные извинения и отправить его в годичный отпуск в Сандаски, штат Огайо. Бутчер приводит Хьюи в группу поддержки жертв побочного ущерба, но уходит после того, как кричит на участников собрания за то, что они ничего не сделали, чтобы добиться справедливости. В парке Бутчер объясняет Хьюи, что Хоумлендер изнасиловал его жену, которая вскоре после этого пропала. Французик и ММ получают помощь от телепата Месмера, который проникает в сознание Самки и узнаёт, что её зовут Кимико и что она была похищена террористической группировкой «Освободительная армия сияющего света». Они также обнаруживают, что Vought накачивает террористов препаратом V, чтобы превратить их в суперзлодеев и для противостояния им отправить суперов в армию. Бутчер рассказывает об этом Рейнор, но она отказывается предпринимать действия в отношении Хоумлендера. Позвонив в социальную опеку с просьбой присмотреть за его дочерью, Месмер отдаёт Хоумлендеру фотографии «Пацанов» с камеры наблюдения. Хьюи и Энни целуются, но их застаёт Бутчер, который предупреждает Хьюи не заводить дружбу с врагом и угрожает рассказать Энни о Прозрачном.                                                                                      |            |                                                           |                 |                                         |               |
| 7 | 7          | «Общество самосохранения» «The Self-Preservation Society» | Дэн Аттиас      | Крейг Розенберг и Элли Монахэн          | 26 июля 2019  |
| Хьюи и Энни занимаются сексом в отеле, и он соглашается познакомить её со своим отцом. Подводный скучает в Сандаски, штат Огайо, и знакомится со своим куратором Джеффом. Он приводит в номер фанатку, но она оказывается сексуальной фетишисткой и засовывает свои руки в его жабры, причиняя боль. Хоумлендер на общем собрании обсуждает убийство Прозрачного и шантаж Иезекииля, к которым причастен Хьюи, и убийство Робин Поездом-А. Он обвиняет Старлайт в соучастии в заговоре, но Мэйв защищает её. Поезд-А звонит Хьюи и утверждает, что взял в заложники его отца. «Пацаны» понимают, что Месмер предал их; разъяренный Бутчер убивает Месмера в аэропорту. Хьюи демонстрирует Поезду-А препарат V, чтобы отвлечь его внимание и позволить Кимико напасть на него. Хоумлендер расспрашивает Джона Фогельбаума, ученого из Vought, о Бекке Бутчер. Фогельбаум сообщает, что она была беременна от Хоумлендера, но мать и ребёнок умерли при родах, и Vought скрыл это. Фогельбаум выражает сожаление, что растил Хоумендера в лаборатории и называет его своим «величайшим провалом». Рейнор обещает защитить семьи Хьюи и ММ и получает от Бутчера ампулу с препаратом V. Рейнор угрожает Стилвелл, обещая уничтожить Vought; она также узнаёт о сверхтеррористе Накибе. Энни встречается с Хьюи, который рассказывает о применении препарата V, который придает суперам их сверхспособности, но тут появляется Бутчер, который стреляет в Энни. |            |                                                           |                 |                                         |               |
| 8 | 8          | «Ты меня нашёл» «You Found Me»                            | Эрик Крипке     | Энн Кофель Сондерс и Ребекка Сонненшайн | 26 июля 2019  |
| Пентагон соглашается оставить препарат V засекреченным и включает «Пацанов» в список разыскиваемых преступников, в то время как Энни приезжает к матери и расспрашивает её о препарате. Джефф сообщает Подводному что Стилвелл не хочет его возвращения в «Семёрку», из-за чего у него происходит нервный срыв. Поезд-А, будучи без костюма, сталкивается в магазине с расовой дискриминацией, и вновь начинает принимать препарат V. Бутчер знакомит Хьюи с Мэллори, которая отказывается им помогать, но сообщает им о близких отношениях Стиллвелл и Хоумлендера, а также предостерегает Хьюи от мести. Хьюи обращается за помощью к Энни, но она отказывается, так как больше не доверяет ему. Мэйв откровенничает со Старлайт и просит оставаться самой собой. Наедине Хоумлендер признается Стилвелл, что именно он создал супер-террористов по всему миру, после чего они занимаются сексом. В секретной тюрьме ЦРУ Хьюи освобождает Французика и ММ, который в свою очередь спасает Кимико. Начинается перестрелка с охраной, но на помощь к «Пацанам» приходит Старлайт. Прибывает Поезд-А и вступает в схватку со Старлайт, однако у него происходит сердечный приступ. Хьюи делает ему массаж сердца, но Старлайт прогоняет его, чтобы не подвергать опасности. Бутчер берет Стиллвелл в заложники и прикрепляет к её телу взрывчатку, чтобы выманить Хоумлендера. Хоумлендер сообщает, что под пытками выведал у Фогельбаума правду о Бекке и её ребёнке, после чего убивает Стиллвелл и спасает Бутчера от взрыва. Впоследствии Хоумлендер демонстрирует Бутчеру дом, где Бекка воспитывает их совместного сына. |            |                                                           |                 |                                         |               |

## Актёры и персонажи
| - Карл Урбан — Уильям «Билли» Бутчер - Джек Куэйд — Хью «Хьюи» Кэмпбелл-мл. - Энтони Старр — Джон / Хоумлендер - Эрин Мориарти — Энни Дженьюари / Старлайт - Доминик Макэллиготт — Мэгги Шоу / Королева Мэйв - Джесси Т. Ашер — Реджи Франклин / Экспресс - Лаз Алонсо — Марвин Т. «Молоко Матери» Милк / ММ - Чейс Кроуфорд — Кевин Московиц / Подводный - Томер Капон — Серж / Французик - Карен Фукухара — Кимико Миясиро / Самка - Натан Митчелл — Ирвинг / Чёрный Нуар - Элизабет Шу — Мэдлин Стилуэлл | - Саймон Пегг — Хью Кэмпбелл-ст. - Алекс Хэсселл — Прозрачный - Колби Минифи — Эшли Барретт - Шон Бенсон — Иезекииль - Энн Кьюсак — Донна Дженьюари - Джесс Салгейро — Робин Уорд - Дженнифер Эспозито — Сьюзан Рейнор - Джордана Лажуа — Шери Синклер - Мишка Тебо — Ударная Волна - Малкольм Барретт — Сет Рид - Кристиан Киз — Натан Франклин - Бриттани Аллен — Шарлотта / Когтяшка - Шантель ВанСантен — Бекка Бутчер | - Джанкарло Эспозито — Стэн Эдгар - Никола Коррейя-Дамуд — Елена - Лайла Робинс — Грейс Мэллори - Хэйли Джоэл Осмент — Чарльз / Месмер - Дэн Дарин-Занко — Доппельгангер - Дэвид Реале — Эван Ламберт - Дебора Деместре — Айседора - Брит Морган — Рэйчел Сондерс - Джеки Тон — Кортни - Джон Доман — Джона Фогельбаум - Альвина Огаст — Моник - Брендан Бейзер — Джефф - Налини Ингрита — Джанин - Кришан Датт — Накиб - Джим Бивер — Роберт «Боб» Сингер |

## Производство

### Разработка
В период с 2008 по 2016 год экранизация комиксов «Пацаны» находилась на разных стадиях разработки. Изначально студия Columbia Pictures отвечала за экранизацию с бюджетом в $100 миллионов, а режиссёром значился Адам Маккей. Однако проект был заброшен из-за ряда творческих разногласий между студией и Маккеем. Однако производство фильма было возобновлено компанией Paramount Pictures, сумевшей получить права на проект в августе 2012, но затем, 6 апреля 2016 года, было объявлено, что Cinemax вместо этого будет разрабатывать адаптацию комикса в качестве телесериала, отменяя первоначальные планы по киноадаптации. Эрик Крипке, Эван Голдберг и Сет Роген были приглашены, а затем наняты во время производства сериала «Проповедник», причём Крипке выступал в качестве шоураннера сериала, а Голдберг и Роген — в качестве режиссёров. Крипке, Роген и Голдберг также были выбраны в качестве исполнительных продюсеров. Гарт Эннис и Дарик Робертсон были выбраны в качестве соисполнительных продюсеров. Подтверждёнными продюсерскими компаниями, которые будут участвовать в сериале, были Point Grey Pictures, Original Film и Sony Pictures Television.
Однако 8 ноября 2017 года Amazon Prime Video удалось получить права на «Пацанов» и начать производство первого сезона, состоящего из восьми эпизодов; его производство, как ожидалось, должно было начаться весной 2018 года, а релиз был запланирован на 2019 год. В то время Amazon не получала хитов со своими оригинальными проектами, что побудило их заключить несколько сделок с эгидой из других успешных сериалов, надеясь сделать следующий хитовый жанровый драматический сериал, такой как «Игра престолов», «Ходячие мертвецы» и «Очень странные дела». Было подтверждено, что сериал находился в разработке в течение нескольких месяцев, ещё до того, как был заказан сериал, а также было подтверждено, что творческая команда, которая была нанята для предыдущих адаптаций, всё ещё была прикреплена к сериалу. 30 апреля 2018 года Дэн Трахтенберг сменил Сета Рогена и Эвана Голдберга на посту режиссёров шоу. Крипке, Голдберг, Роген, Нил Х. Мориц, Павун Шетти, Ори Мармур, Джеймс Уивер, Кен Левин и Джейсон Неттер были утверждены в качестве исполнительных продюсеров сериала. Гарт Эннис и Дарик Робертсон были наняты в качестве соисполнительных продюсеров.

### Сценарий
Поскольку действие «Пацанов» происходит во вселенной, где супергерои интерпретируются как коррумпированные знаменитости, злоупотребляющие своими полномочиями, Крипке хотел исследовать, как они будут изображены в реальной жизни, что привело к нескольким дискуссиям о том, как развенчать старый миф о супергероях. Он признался, что является поклонником Marvel, но считает, что старый миф о супергероях, изображённых в комиксах и фильмах, не произойдёт в реальной жизни, поскольку он считает, что люди эгоистичны, полагая, что человек не совершит чего-то благородного, как только он внезапно обретёт сверхспособности. Будучи давним поклонником серии комиксов «Пацаны», Крипке начал следить за всеми другими работами, написанными Гартом Эннисом во время учёбы в колледже. Однако он не собирался делать сериал в точности таким, как в комиксах, чувствуя, что это приведёт к катастрофе, что побудило его внести некоторые изменения в сериал. Сценаристы согласились с тем, что им нужно было привнести правильных персонажей, чтобы скорректировать историю, при условии, что они будут сложными и узнаваемыми. Чтобы сбалансировать сатиру шоу и отряды супергероев, Крипке объяснил: «Мы позволяем любой комедии или абсурду возникать из естественных противоречий, связанных с добавлением элемента фантазии в реальный мир. И поэтому, когда этим людям приходится срать и идти за тако, это просто становится забавным».
Сезон не полностью повторяет сюжетную линию комиксов, несмотря на то, что он верен серии комиксов, поскольку Крипке поддерживал дисциплину сценаристов с намерением сохранить в сериале чувство реальности, сказав: «Всё, что получается из этого препарата, является жизнеспособным, а всё, что не получается, мы не позволяем себе этого сделать». Самой сложной частью шоу был момент, когда Старлайт подвергается сексуальному насилию, всё из-за движения MeToo, что привело к нескольким дебатам и дискуссиям о том, как это адаптировать. Первоначально предполагалось, что Старлайт будет расплачиваться за закулисные действия внутри корпорации, но в конечном счёте это было изменено, чтобы вместо этого сделать её достоянием общественности. Ещё одно изменение сюжетной линии сексуального насилия заключается в том, что Подводный надругался над Старлайт, а не Хоумлендер, Экспресс и Чёрный Нуар, как в комиксах. Сюжетная линия Бекки, жены Бутчера, также изменена, поскольку Крипке не хотел использовать традицию убивать женских персонажей для мотивации героев и хотел удивить читателей, сохранив ей жизнь вместо того, чтобы убить её после родов. Ещё одним важным изменением в сериале является сцена с самолётом, где Хоумлендер и Королева Мэйв пытаются спасти граждан из самолёта и всё идёт не так, как надо, после чего первый решает позволить всем умереть. В комиксах авария уже произошла до событий истории 11 сентября, когда «Семёрка» вместо одних Хоумлендера и Королевы Мэйв перехватили самолёт, который должен был разбиться в башнях-близнецах, но также всё пошло наперекосяк, когда Хоумлендер случайно уничтожает самолёт, в результате чего погибли все, включая члена команды. Это было изменено, чтобы глубже исследовать динамику между Хоумлендером и Королевой Мэйв, а также потому, что действия шоу происходят в наши дни.
В шоу также есть персонажи, которых нет в комиксах, причём некоторые из них основаны на уже существующих в комиксах. Джек с Юпитера заменён в сериале оригинальным и более человечным персонажем, известным как Полупрозрачный, хотя он сохраняет силу своей неразрушимой кожи. Крипке рассказал, что он внёс изменения, так как чувствовал, что прежний дизайн, похожий на инопланетный, был слишком фантастическим для мира, который они создавали в сериале, и это нарушило бы мифологию о человеческих персонажах, рождающихся со способностями. О-Отче также был заменён в сериале оригинальным персонажем Иезекиилем, который также изображается как супер с христианской тематикой, но, в отличие от первого, он изображается не как педофил, а как лицемерный гомофоб. Ещё одним персонажем, представленным в сериале, является Месмер, хотя, в отличие от двух предыдущих, он не основан ни на одном персонаже, представленном в комиксах, и полностью оригинален для шоу.

### Подбор актёров
18 декабря 2017 года было объявлено, что Эрин Мориарти была выбрана на главную роль Энни Дженьюари/Старлайт. 17 января 2018 года стало известно, что Энтони Старр, Доминик Макэллиготт, Чейс Кроуфорд, Джесси Ашер и Натан Митчелл присоединились к основному актёрскому составу в качестве членов «Семёрки». В марте 2018 года Лаз Алонсо, Джек Куэйд и Карен Фукухара присоединились к основному актёрскому составу сериала в качестве членов Пацанов. 5 апреля 2018 года было подтверждено, что Карл Урбан был выбран на главную роль Билли Бутчера в сериале. 16 мая 2018 года было объявлено, что Элизабет Шу была выбрана на постоянную роль Мэделин Стилуэлл в сериале. 25 июня 2018 года Томер Капон подтвердил, что присоединился к основному актёрскому составу в роли Французика. 30 августа 2018 года Дженнифер Эспозито сообщила, что она была выбрана на повторяющуюся роль агента ЦРУ Сьюзан Рейнор.
5 октября 2018 года во время ежегодного New York Comic Con было объявлено, что Саймон Пегг был выбран на роль отца Хьюи. По словам художника Робертсона, Хьюи был нарисован в комиксах похожим на Пегга после того, как он увидел Пегга в ситкоме «Долбанутые», но Пегг подумал, что он слишком стар, чтобы играть роль Хьюи в телесериале. Алекс Хэсселл также появился в сериале в качестве приглашённого актёра, появившись в роли Прозрачного. Джанкарло Эспозито появился в качестве гостя в финале сезона в роли генерального директора Vought International Стэна Эдгара. Хэйли Джоэл Осмент также присоединился к актёрскому составу в повторяющейся роли отошедшего от дел супергероя Месмера.
Во время прослушиваний Старр и Ашер признались, что изначально не испытывали оптимизма по поводу получения своих ролей. Старр считал, что он не тот человек, которого они искали, и был убеждён, что он никогда не получит свою роль. Старр снял селфи-запись только для того, чтобы «насолить» своим представителям, но сумел получить роль и решил, наконец, прочитать сценарий. Ашер считал, что его собственное прослушивание было неубедительным, и когда он сделал это во второй раз, он всё ещё не был убеждён, но в конце концов признался, что был шокирован тем, что ему удалось получить эту роль. С другой стороны, Мориарти, Урбан и Куэйд были более оптимистичны в отношении своих соответствующих ролей. Урбан счёл персонажа забавным, и было бы глупо отказываться от него, в то время как Мориарти проходила несколько кинопроб в течение полутора часов, что произвело впечатление на Крипке.

### Съёмки
Несмотря на то, что действие сериала происходит в Нью-Йорке, как в комиксах, было подтверждено, что сериал снимается в Торонто, Канада. Крипке рассказал, что съёмки шоу планировалось начать весной 2018 года, чтобы выпустить его в следующем году. Съёмки первого сезона официально начались 22 мая 2018 года в Торонто и должны были продлиться до 25 сентября 2018 года. Однако производство шоу официально завершило свои съёмки 11 октября 2018 года. Также было подтверждено, что шоу будет частично снято в городах Миссиссога и Гамильтон в нескольких местах, включая торговый центр Central Parkway, заправочную станцию Streetsville, стадион Tim Hortons Field и резиденцию Fallsview.
Для внешнего оформления штаб-квартиры компании Vought International съёмочная группа использовала Рой-Томсон-Холл, расположенный в развлекательном районе Торонто. Структура здания была изменена цифровым способом и расширена, превратившись в Башню Семёрки. Для интерьера башни, с некоторыми комнатами и современным вестибюлем, где компания отмечает корпоративные вечеринки, съёмки проходили внутри Рой-Томсон-Холла. Для Таймс-сквер съёмочная группа снимала на Янг-Дандас-сквер, расположенной в Торонто, и приступила к цифровым изменениям с помощью CGI. Гонка Экспресса с Ударной Волной была снята на стадионе Tim Hortons Field в Гамильтоне. Станция Лоуэр-Бэй использовалась для сцен в метро, которая также использовалась для некоторых сцен в «Рассказе служанки». Съёмочная группа также снимала в покрытом цинком павильоне прибрежного парка Шерборн-Коммон для отпевания жертв угнанного самолёта. Для особняка, где живёт доктор Джона Фогельбаум, съёмочная группа снимала в Парквуд Эстэйт в Ошаве, Онтарио. Для сцены, где Энни отказывается помогать Хьюи, съёмочная группа снимала в соборной церкви Святого Иакова, расположенной в Торонто.

### Визуальные эффекты
В «Пацанах» присутствует более 1400 кадров с визуальными эффектами, созданных DNEG TV, Framestore, Folks VFX, Mavericks VFX, Method Studios, Monsters Aliens Robots Zombies VFX, Mr. X, Pixomondo, Rocket Science VFX, Rodeo FX и Soho VFX. Супервайзер по визуальным эффектам Стефан Флит рассказал, что студия решила немного уменьшить количество крови и жестокости для шоу, с намерением создать более правдоподобный мир, после нескольких обсуждений того, как интерпретировать серию комиксов в шоу. Флит объясняет, что снимать «смерть Робин» было сложно, поскольку им нужно было выяснить, как выглядит тело, когда оно распыляется со скоростью 500 кадров в секунду. Сцена заняла более восьми месяцев, чтобы получить правильный вид и тон для сюжетной линии в кадре, используя камеру Phantom и гигантскую роботизированную руку, более известную как Bolt High-Speed Cinebot, чтобы получить правильное положение камеры. В конечном счёте, всё было сделано полностью с помощью CGI из-за художественного направления и указанного времени, чтобы привнести большое количество практической крови. Для сцены смерти Прозрачного была использована практическая бомба, поскольку им требовалось только взорвать практическую кровавую бомбу внутри комнаты, где она была снята. В первом эпизоде использовалось более 300 кадров, причём некоторые эпизоды, состоящие из пяти кадров, занимали больше времени, чем сцены из 20 кадров.
Исполнительный продюсер Framestore Кристофер Грэй рассказал, что автомобиль, использовавшийся для первой сцены первого эпизода, действительно был припаркован на улице, а затем уничтожен по-настоящему, в то время как сцены с Королевой Мэйв были сняты отдельно, а затем добавлены с помощью компьютерной графики. Framestore также отвечала за последовательность боёв в финальном эпизоде, проработав восемь недель, чтобы получить соответствующие исследования того, как свет распространяется в замедленном режиме. Для сцены использовалась фемтосъёмка, чтобы визуализировать фотоны и позволить зрителям увидеть мелкие детали из быстрой последовательности. Для боя между Бутчером и Прозрачным актёр-двойник последнего использовал серый костюм для слежения, который Mr. X стёр, используя его в качестве эталона анимации, отслеживая диги-дубль персонажа Прозрачного, имитируя кровь на нём и добавляя эффекты его включения и выключения. Из-за этого Урбан был вынужден запомнить бой, и ему пришлось повторить его несколько раз. DNEG отвечала за сцену, где Хоумлендер уничтожает самолёт в конце первого эпизода, где Старр был повешен на проводах, чтобы представить сцену полёта, который был получен с помощью съёмки на зелёном экране. Команда по визуальным эффектам отвечала за разработку правильного вида анаморфных бликов для лазерных глаз Хоумлендера с намерением сделать их уникальными, чтобы они соответствовали характеру персонажа. Soho VFX также отвечала за сцену с дельфином, сказав, что был использован зелёный дельфин, чтобы затем превратить его в CG-версию. Флит признался, что ему понравился этот опыт, и сказал: «Им также пришла в голову идея, чтобы он шлёпнулся на землю до того, как его собьёт грузовик. Эти маленькие детали делают это великолепным.».

### Музыка
Кристофер Леннерц был нанят в качестве композитора шоу. Альбом с музыкой был выпущен 26 июля 2019 года вместе с сезона сериала.
Вся музыка написана Кристофером Леннерцем.
| №   | Название                    | Длительность |
| --- | --------------------------- | ------------ |
| 1.  | «Translucent Alive»         | 1:15         |
| 2.  | «Truck Robbery»             | 1:34         |
| 3.  | «Butcher»                   | 2:39         |
| 4.  | «Starlight»                 | 1:17         |
| 5.  | «On the Trail»              | 0:55         |
| 6.  | «Homelander and Stillwell»  | 2:16         |
| 7.  | «Race of the Century»       | 1:04         |
| 8.  | «Boys Arrive»               | 1:19         |
| 9.  | «Hughie Stalls Starlight»   | 1:23         |
| 10. | «Maeve Spars»               | 0:37         |
| 11. | «Start the Race»            | 2:00         |
| 12. | «Popclaw Climaxes»          | 0:56         |
| 13. | «Hijacking»                 | 2:45         |
| 14. | «Kidnapping Translucent»    | 1:10         |
| 15. | «Ass Bomb»                  | 2:42         |
| 16. | «Translucent Explodes»      | 4:06         |
| 17. | «Hughie Trashes Room»       | 1:29         |
| 18. | «Translucent Visits Hughie» | 1:13         |
| 19. | «Planting Bug Plan»         | 0:51         |
| 20. | «Dock Patrol»               | 1:50         |
| 21. | «I'm the Hero»              | 3:15         |
| 22. | «Vought»                    | 1:14         |
| 23. | «Starlight Teams Up»        | 0:43         |
| 24. | «Frenchie's First Kill»     | 1:35         |
| 25. | «Homelander's Speech»       | 1:42         |
| 26. | «Butcher's Pep Talk»        | 2:28         |
| 27. | «Rescue the Female»         | 1:35         |
| 28. | «Frenchie Lost Female»      | 1:46         |
| 29. | «Dead Shooter»              | 0:57         |
| 30. | «Hospital Shootout»         | 1:12         |
| 31. | «Graveside Sledgehammer»    | 2:24         |
| 32. | «Maeve's Girlfriend»        | 1:57         |
| 33. | «NICU»                      | 0:51         |
| 34. | «Tent Confrontation»        | 1:22         |
| 35. | «Starlight's Speech»        | 2:13         |
| 36. | «Come In»                   | 1:50         |
| 37. | «Black Knight Not»          | 1:07         |
| 38. | «Kimiko's Backstory»        | 1:20         |
| 39. | «Subway Chase»              | 1:01         |
| 40. | «Mesmer and Homelander»     | 1:36         |
| 41. | «The Mesmerizer»            | 0:30         |
| 42. | «Butcher Tells Hughie»      | 1:53         |
| 43. | «Hughie Kisses Starlight»   | 1:03         |
| 44. | «Robin's Memory»            | 2:02         |
| 45. | «SBS»                       | 2:09         |
| 46. | «Always a Choice»           | 2:39         |
| 47. | «Supe Terrorist»            | 1:36         |
| 48. | «A-Train Shows Up»          | 1:34         |
| 49. | «Shoot Out»                 | 2:49         |
| 50. | «I Got Teddy»               | 2:40         |

## Маркетинг
26 сентября 2018 года был выпущен официальный постер сериала, который напоминает обложку The Boys Issue #1. Во время New York Comic Con в октябре 2018 года был выпущен первый тизер-трейлер сериала. Три месяца спустя, 24 января 2019 года, Сет Роген опубликовал тизер-трейлер через свой аккаунт в Твиттере. Стив Сей из JoBlo отметил, что сериал предлагает заглянуть в «больной, печальный мир сверхмощного отряда ЦРУ, чья работа заключается в том, чтобы внимательно следить за сообществом супергероев, которые со временем позволили своему росту и способностям вскружить им голову». Он также рассматривал «Семёрку» как «подобную Лиге справедливости группу суперсильных личностей, которые после постоянного вознесения на пьедестал общества превратились в злодеев, которые лгут, пьют и насилуют весь день». 17 июня 2019 года начинают выпускаться отдельные постеры для членов «Семёрки» со слоганом «Никогда не встречай своих героев», который отражает то, как каждый из них ведёт себя в сериале. 29 апреля 2019 года состоялась премьера шоу на кинофестивале «Трайбека», представленном AT&T, где был показан первый эпизод, и Крипке вместе с актёрами рассказал зрителям о шоу.

## Релиз
Первый сезон «Пацанов» вышел 26 июля 2019 года на стриминговом сервисе Amazon Prime Video. В день его выхода было подтверждено, что шоу было выпущено всего несколькими часами ранее, 25 июля 2019 года.

## Приём

### Реакция критиков
На Rotten Tomatoes первый сезон получил рейтинг 85 %, основанный на 104 отзывах, со средним рейтингом 7,6/10. Консенсус сайта гласит: «Хотя мнения зрителей могут быть разными, жестокие восторги „Пацанов“ и готовность участвовать в тяжёлых, актуальных темах, несомненно, понравятся тем, кто ищет новую группу антигероев, за которых можно болеть.» На Metacritic сезон имеет средневзвешенный балл 74 из 100, основываясь на отзывах 19 критиков, что указывает на «в целом благоприятные отзывы».
Кристофер Лоуренс из «Las Vegas Review-Journal» написал: «Непочтительный, восхитительно циничный, „Пацаны“ следует за жадностью и коррупцией, стоящими за промышленным комплексом супергероев.» Мел Кэмпбелл из Screen Hub прокомментировал: «Шокирующе жестокий и подчёркнуто политический сериал Amazon — ироничное, но освежающее противоядие от супер-франчайзинга. … „Пацаны“ швыряют нам в лицо наши уродливые культурные навязчивые идеи.» Дэниел Финберг из «Hollywood Reporter» в положительном ответе прокомментировал: «Мне придется ещё раз проверить „Пацанов“ после ещё нескольких серий, чтобы понять, разрушает ли вторгающийся цинизм то, что я нахожу здесь изначально многообещающим.» Грэм Вёрчью из «The Guardian» дал сериалу четыре звезды из пяти и написал: «В то время как оба обладают привлекательной невинностью, именно жестоко обращённая, но неустрашимая Старлайт Мориарти, соответственно, чувствует, что она не даёт всему этому рухнуть во тьму.» Кристи Пучко из IGN даёт первому эпизоду оценку 7,2/10 и высоко оценивает то, как история взята из комиксов, но с умными изменениями. Пучко хвалит актёрский состав, в частности «Мориарти привносит в свою игру нюанс, который не позволяет Старлайт себя чувствовать двумерной девицей. Она не наивна. Она полна надежд. И она боец. „Пацаны“ вкратце разъясняет всё это». Она заключает: «„Пацаны“ по-прежнему могут быть захватывающим приключением, поскольку оно подрывает ожидания семейного жанра, с мрачными поворотами и непримиримо графичными сценами секса и насилия. Премьерному эпизоду предстоит проделать большую работу по экспозиции, но Крипке работает в некоторых потрясающих моментах, взрывах веселья и звездных экшн-эпизодах.»
Лиз Шеннон Миллер из The A.V. Club написала: «Карл Урбан оказывается полностью преданным исполнителем роли Билли Бутчера, чья преданность уничтожению „суперов“, конечно, имеет личное преимущество, но опять же, когда вы видите, что вытворяют такие люди, как откровенно фальшивый и злой Хоумлендер (Энтони Старр), становится понятно, что он посвятил свою жизнь к выполнению задачи.» Мэттью Дессем из «Slate» прокомментировал: «„Пацаны“ — это экспертная деконструкция историй о супергероях с соответствующим зимним взглядом на институциональную власть, будь то корпоративная, правительственная, религиозная или в плащах.» Эндрю Уайатт из Cinema St. Louis похвалил сериал за юмор и темы, написав: «Да, он циничный и крайне жестокий, но что отличает „Пацанов“, так это искреннее увлечение тревогами, навязчивыми идеями и человеческими недостатками своих персонажей.» Миган Наварро из Bloody Disgusting похвалила сериал за его занимательную историю, оценив его на 4,5 балла из 5, и написала: «При создании этой насыщенной нюансами и мрачным юмором вселенной, пропитанной кровью и насилием, не пощадили ни единого кадра. Все восемь эпизодов мастерски продуманы и построены так, чтобы рассказать одну связную историю, которая заставит вас ахать, хохотать и веселиться в равной мере.» Мэттью Гилберт из «The Boston Globe» написал: «Сюжет чёрной комедии Amazon никогда не бывает скучным, и чем больше мы узнаём об этом причудливом мире, когда суперы участвуют в ночных ток-шоу и устраивают совместные фотосессии различных преступлений, тем лучше. … Актёрский состав прекрасен, особенно Шу, которая ледяным образом эффективна; Куэйд, чьи невротические, но храбрые неуклюжие действия очаровательны; и Урбан, который является гонзо-гидом Хьюи. Но настоящая звезда „Пацанов“ — это сама ситуация.»
Бен Трэверс из IndieWire поставил шоу оценку «B». Он прокомментировал, что «учитывая первоклассные спецэффекты и чёткий сценарий, лежащие в основе „Пацанов“, в этой хорошо реализованной вселенной всё ещё есть огромный потенциал. Давайте просто надеяться, что эта концовка действительно спасла кошку.» Майк Хейл из «The New York Times» похвалил сериал за то, что он отличается от традиционных шоу о супергероях, в том числе от тех, что выпускает Netflix, заявив: «„Пацаны“, тем временем, предлагают умное, непринуждённое удовольствие, которого не достигло большинство шоу Marvel на Netflix, его ближайших аналогов.» Дэниел Д’Аддарио из «Variety» признал потенциал первого эпизода, хотя и раскритиковал его тон, написав: «Всё, что нужно было увидеть зрителям на „Трайбеке“, — это первый эпизод, и „Пацаны“ может стать чем угодно по мере продолжения. Но тон, который он задал в своей первой вылазке, был смутно знакомым — ощущение, что достаточно совершить нарушение в одиночку. Если это шоу действительно высмеивает широко открытую цель развлечений супергероев, ему нужно будет найти вторую передачу, и быстро.» Винни Манкузо из Collider оценил темы социальных комментариев шоу и поставил всему сезону 5 звезд из 5: «Как и „Хранители“ Алана Мура в конце 80-х, у сериала „Пацаны“ есть шанс стать деконструкцией супергероев нашего времени. Меньше заглядывания за занавес, а больше жалкого проблеска за лайками в социальных сетях и цифрами кассовых сборов, история, которая умудряется быть душераздирающе актуальной, в то же время находя время, чтобы заставить Карла Урбана убить комнату, полную головорезов, с помощью суперсильного ребёнка.»

### Зрительская аудитория
В октябре 2019 года рейтинговая компания Nielsen объявила о начале отслеживания зрительской аудитории программ Amazon Prime. По её данным, за первые 10 дней после премьеры сериала «Пацаны» привлекли 8 миллионов зрителей, став одной из самых успешных оригинальных программ на Amazon Prime.

### Награды
Уэйд Барнетт, Дэвид Барби, Мейсон Копейкин, Брайан Данлоп, Райан Брили, Крис Ньюлин, Кристофер Брукс, Джозеф Т. Сабелла и Джеси Руппел были номинированы за их работу над эпизодом «Такая игра» на творческую премию «Эмми» в категории «лучший монтаж звука для комедийного или драматического сериала (одночасовой)» в 2020 году.